# Babe Ruth (gruppo musicale)

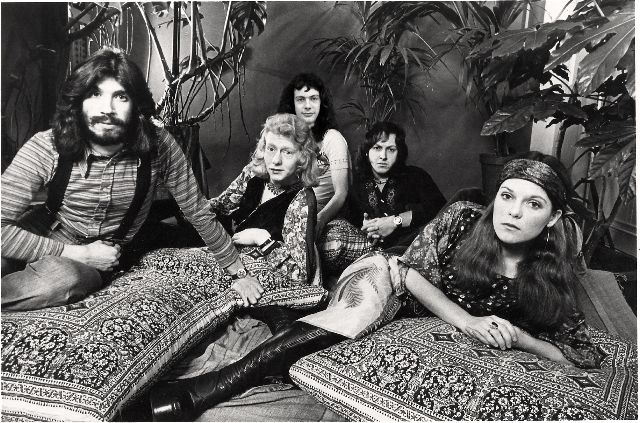

I Babe Ruth sono un gruppo rock britannico originario di Hatfield (Inghilterra). La band è stata attiva nella prima metà degli anni '70 e si è poi ricomposta nel 2005.

## Storia dei Babe Ruth
I Babe Ruth si formarono ad Hatfield in Inghilterra, nel 1971 con il nome di Shacklock, prendendo a prestito il cognome del principale agitatore della band Alan Shacklock.
Il gruppo ha avuto maggior successo negli Stati Uniti che in patria, grazie anche a singoli come The Mexican e Wells Fargo.

## Formazione

### Formazione attuale
- Jenny Haan - voce (1970-1975; 2005-)
- Dave Hewitt - basso, voce (1970-1975; 2005-)
- Alan Shacklock - chitarre, voce, organo, percussioni (1970-1975; 2005-)
- Dave Punshon - piano (1971-1973; 2005-)
- Ed Spevock - batteria (1973-1975; 2005-)

### Ex componenti
- Jeff Allen - batteria (1970-1971)
- Dick Powell - batteria, percussioni (1971-1973)
- Chris Holmes - tastiere (1973-1975)
- Steve Gurl - tastiere (1975-1976)
- Bernie Marsden - chitarre (1975-1976)
- Ellie Hope - voce (1975-1976)
- Ray Knott - basso (1975-1976)
- Simon Lambeth - chitarre, cori (1976)

## Discografia

### Album studio
- 1972 - First Base
- 1973 - Amar Caballero
- 1975 - Babe Ruth
- 1975 - Stealin' Home
- 1976 - Kid's Stuff
- 2007 - Qué pasa

### Raccolte
- 1977 - Greatest Hits
- 1994 - Grand Slam: The Best of Babe Ruth
- 1998 - First Base / Amar Caballero
- 2000 - Babe Ruth / Stealin' Home